# イム・スジョン (テコンドー選手)
イム・スジョン（林 秀貞、朝鮮語: 임수정、英語: Lim Su-Jeong、1986年8月20日 - ）は、大韓民国の女子テコンドー選手。北京オリンピック金メダリスト。

## 来歴
京畿道富川市出身。富仁中、ソウル体育高、慶熙大出身。

### テコンドー
2002年アジア競技大会ではフライ級金メダルを獲得。2007年ユニバーシアードでもフェザー級で優勝。
2008年北京オリンピックには57kg級で出場。金メダルを獲得した。